# Seo In-young
Dans ce nom coréen, le nom de famille, Seo, précède le nom personnel.
Seo In-young (hangul: 서 인 영), plus connue sous le nom d'Elly, née le 3 septembre 1984 à Séoul, est une actrice, chanteuse et animatrice sud-coréenne, ancien membre du girl group Jewelry.

## Biographie

### Carrière musicale

#### 2002-2009: L'ère Jewelry
Le groupe Jewelry a été créé en 2001 par Park Jung-ah, Lee Ji-hyun, Jun Eun-mi et Jung Yoo-jin. Ils ont sorti leur premier album Discovery pour lequel les ventes n'ont été moins que spectaculaire. Seo In-young remplace avec Cho Min-ah en 2002 les deux membres du groupe Jun Eun-mi et Jung Yoo-jin. Un an plus tard, leur deuxième album, Again est sorti avec de bien meilleurs résultats. L'album a eu rapidement deux singles Again et Tonight qui annoncent l'ascension du groupe. Après le succès de leur deuxième album, le groupe part pour le Japon afin de commencer leur carrière là-bas en 2004 avec leur premier single Kokoro ga tomaranai sous le label indépendant Giza Studio. Le groupe décide finalement de retourner en Corée du Sud après une vente très pauvre d'exemplaires et sort leur quatrième album Superstar en 2005. Elles ont suivi les tendances de pop coréenne, devenant plus sexy et plus féminine ce qui a contribué à leur succès. Le premier single Superstar a été écrit par Lee Min-woo, membre du boys band Shinhwa  est devenu un énorme succès. Le single a été suivi du deuxième, Passion a été une forte réussite. Les deux singles proéminents et la danse de Seo In-young, légèrement vêtue dans les débuts de sa carrière solo a amené le groupe a beaucoup attention de la presse à la fois positif et négatif. En 2006, le groupe Jewelry prend une pause afin de se concentrer sur le Japon. Pendant ce temps, Ji-hyun quitte le groupe pour poursuivre une carrière d'actrice. Au début du mois de novembre, Cho Min-ah quitte également le groupe, forçant leur compagnie à trouver un remplaçant. Comme Park Jung-ah et Seo In-young avait en plein projet solo, le nouvel album n'est pas sorti avant la mi-2007. Au début de l'année 2009, les membres du groupe Baby J et Eunjung ont formé un sous-groupe, Jewelry S. Le groupe sort un nouveau single en juin 2009 intitulé Super Star avec la chanson Rally collaboré avec le rappeur Nassun. La chanson était pour le télé-crochet musical, Superstar K. Environ une semaine avant la sortie de l'album, la chanson Strong Girl a sort comme un single digital. Leur sixième album, Sophisticated sort le 27 août 2009 avec un clip pour la chanson-titre, Vari2ty. En Décembre 2009, Seo In-young annonce qu'elle quitte le groupe avec Park Jung-ah.

#### Carrière solo et télévisuelle

##### Elly Is So Hot (2007)
Seo In-young sort son premier album studio solo, Elly Is So Hot le 26 février 2007. En dépit d'être connue comme la danseuse la plus sexy du groupe Jewelry, elle a déclaré qu'elle voulait s'éloigner de cette image et devenir une artiste plus douce, plus élégante et plus sensuelle. Le premier single de l'album était I Want You (너를 원해), qui a été écrit, composé et produit par Jung Yeon-joon du groupe Uptown.

##### Elly Is Cinderella et départ du groupe Jewelry (2008-2009)

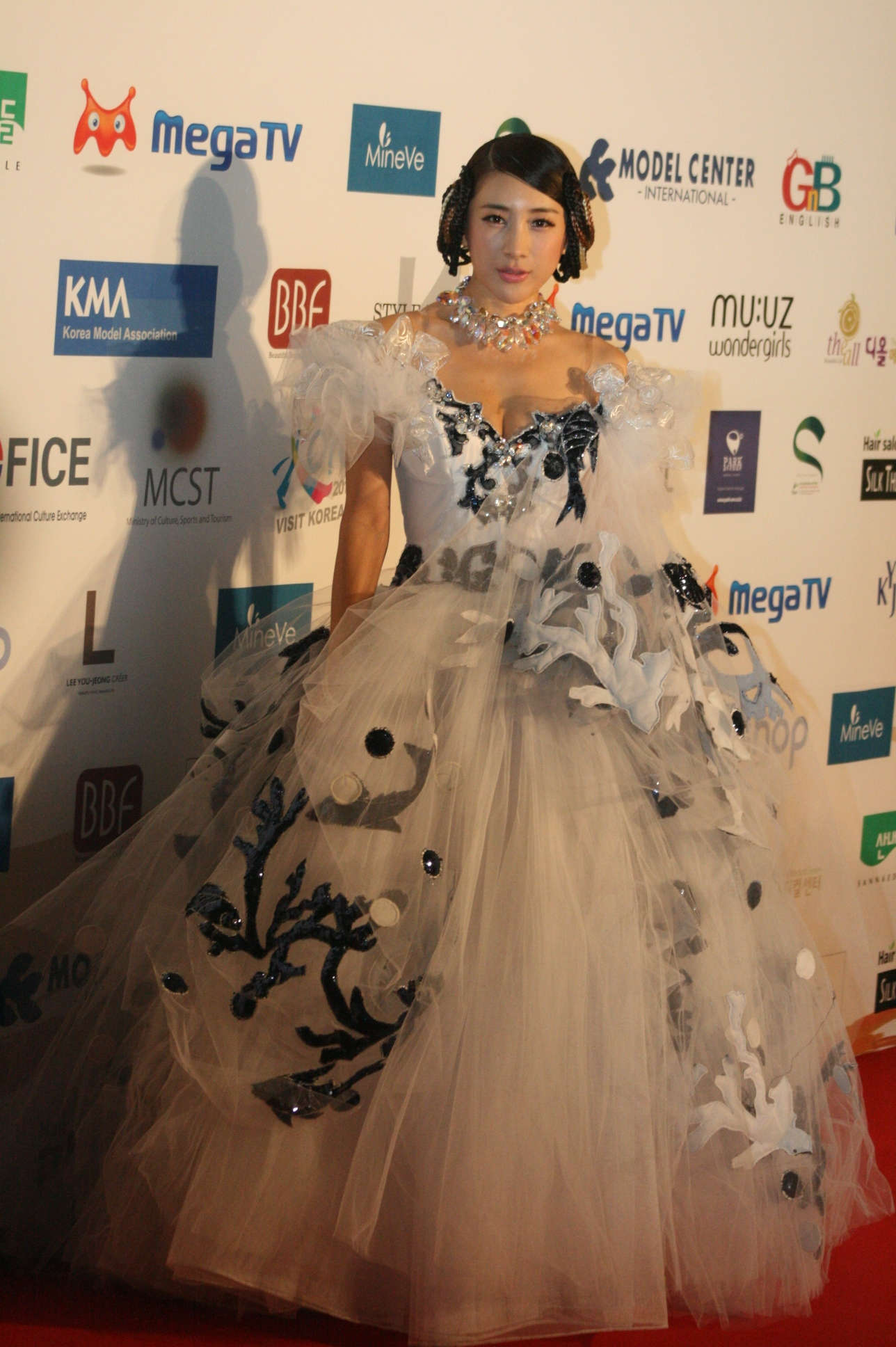
Seo In-young au Asia Model Festival Awards en 2009.

Il a été annoncé en février 2008 que In-young participe à l'émission de variété très connue We Got Married. Elle a formé un faux couple avec le rappeur sud-coréen Crown J. Elle collabore avec Crown J en sortant un single digital Too Much qui a été utilisé comme chanson-thème de We Got Married. Le 23 juillet 2008, elle a sorti son deuxième single studio solo, Elly Is Cinderella. Le clip du premier single, Cinderella, a été composée par le chanteur PSY. 
Elle annonce en décembre 2009 qu'elle quitte le groupe Jewelry avec Park Jung-ah afin de s'engager pleinement à leurs carrières solos. Elles ont quitté le groupe après avoir terminé leurs activités promotionnelles pour la chanson Sophisticated.

##### Lov-Elly & Ellythm (2010)
Seo In-young pré-publie le 12 mai 2010 son premier single, Goodbye Romance pour son prochain album. Le single a connu d'énormes succès dans les classements musicaux et a finalement été placé à la première place sur le programme de musique M! Countdown. Le 6 juin 2010, son troisième album Lov-Elly est sorti. 
En juillet 2010, le chanteur a rejoint l'émission de télé-réalité Heroes. Elle est critiquée négativement par la presse pour son personnage fougueux et entêté. Le 12 décembre 2010, elle sortit son premier album single, Ellythm.

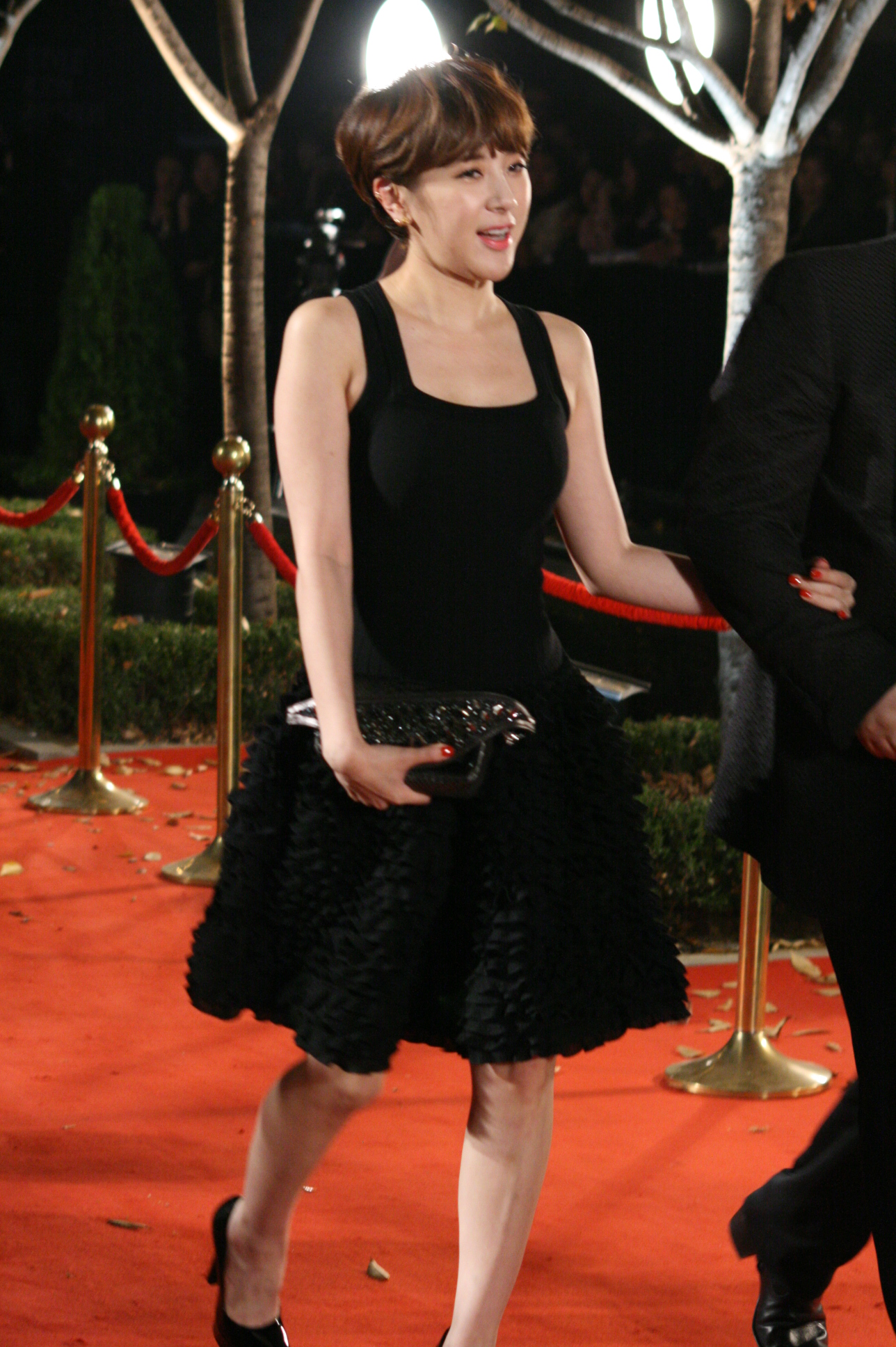
Seo In-young en 2011.

##### Wash & Brand New Elly (2011)
Au début de l'année 2011, la filiale Cheil Industries du groupe Samsung a nommé Seo In-young en tant que directrice de la création de leur division des importations. Elle a travaillé avec la marque de luxe française Nina Ricci et a conçu une ligne de sacs à main en édition limitée appelée « Nine Ricci x Seo In-young,.»
Le 6 mai 2011, Seo In-young a sorti son deuxième album Wash. Le clip aurait été filmé en Thaïlande.
Le 4 octobre 2011, deux photos de come-back de la chanteuse ont été libérés en avance sur son retour officiel. Au début du mois de novembre, elle pré-publie la chanson Loser. Le 13 novembre 2011, la chanteuse a officiellement publié son troisième album, Brand New Elly avec son premier single Oh My Gosh.

##### IY Company, ANYMORE & Let's Dance (2012)
Le 18 mai 2012, il a été annoncé que Seo In-young a l'intention d'établir sa propre société de divertissement privée, IY Company. Elle n'est plus associée ou sous contrat avec son agence Star Empire Entertainment.
Le 13 août 2012, Seo In-Young est devenue le maître de cérémonie principal pour l'émission Star Beauty Show qui se concentre sur les conseils de mode et de beauté. Un teaser pour son single digital ANYMORE est sorti le même jour. Il a été révélé plus tard la chanson a été produite par le producteur Kush. Le single a été officiellement publié le 19 août 2012. 

##### Forever Young & Love Me (2013)
Au début de 2013, Seo In-young rejoint les deux coachs Yoon Sang et Yang Yo-seob pour le télé-crochet musical The Voice Kids, spin-off de The Voice. Le show est diffusé du 4 janvier 2013 au 11 février 2013.
Le 2 mai 2013, elle a annoncé qu'elle ferait son premier retour de l'année avec la sortie de photos de concept et un teaser. Son entreprise, IY Company, a déclaré: « Avec ses talents, ce sera un album qui met en valeur son nouveau potentiel». Le 14 mai 2013, elle a sorti son premier mini-album en deux ans, Forever Young. L'album est considéré comme le retour de Seo In-young aux ballades et contient le single promotionnel Let's Break Up.
Le 23 septembre 2013, il a été annoncé qu'elle serait de retour sur scène avec son single digital Love Me. Selon Seo In-young, la chanson est une piste de danse optimiste à travers laquelle elle met de côté son précédent concept de ballade.

## Discographie

### Albums studio
- 2007 : Elly Is So Hot

### Extended plays
- 2010 : Lov-Elly
- 2011 : Brand New Elly
- 2013 : Forever Young
- 2015 : Re Birth
- 2015 : SIY

### Singles
- 2008 : Elly Is Cinderella
- 2010 : Into the Rhythm
- 2011 : Wash
- 2011 : Loser
- 2016 : In Your Arms

## Télévision

### Séries télévisées et sitcoms
- 2006 : Rainbow Romance (레인보우 로망스) : Fifi (caméo)
- 2009 : Style (스타일) : Ally (caméo)
- 2011 : Heroes (영웅호걸) : Elle-même
- 2011 : Hooray for Love (애정만만세) :  In-young (épisode 1-3)
- 2016 : One More Happy Ending (한번 더 해피엔딩) : Hong Ae-ran

### Émissions
- 2008 : Music Bank (뮤직뱅크)
- 2009 : We Got Married (우리 결혼했어요) (saison 1, épisodes de 1 à 41)
- 2009 : Seo In-Young's Kaist (서인영의 카이스트)
- 2009 : Seo In-Young's Best Friend (서인영의 신상친구)
- 2012 : Star Beauty Show (스타 뷰티 쇼)
- 2013 : The Voice Kids (엠넷 보이스 키즈) (saison 1, en tant que coach)